# Estação Ferroviária de Fundão
A Estação Ferroviária de Fundão é uma interface ferroviária da Linha da Beira Baixa, que serve a cidade de Fundão, no Distrito de Castelo Branco, em Portugal.

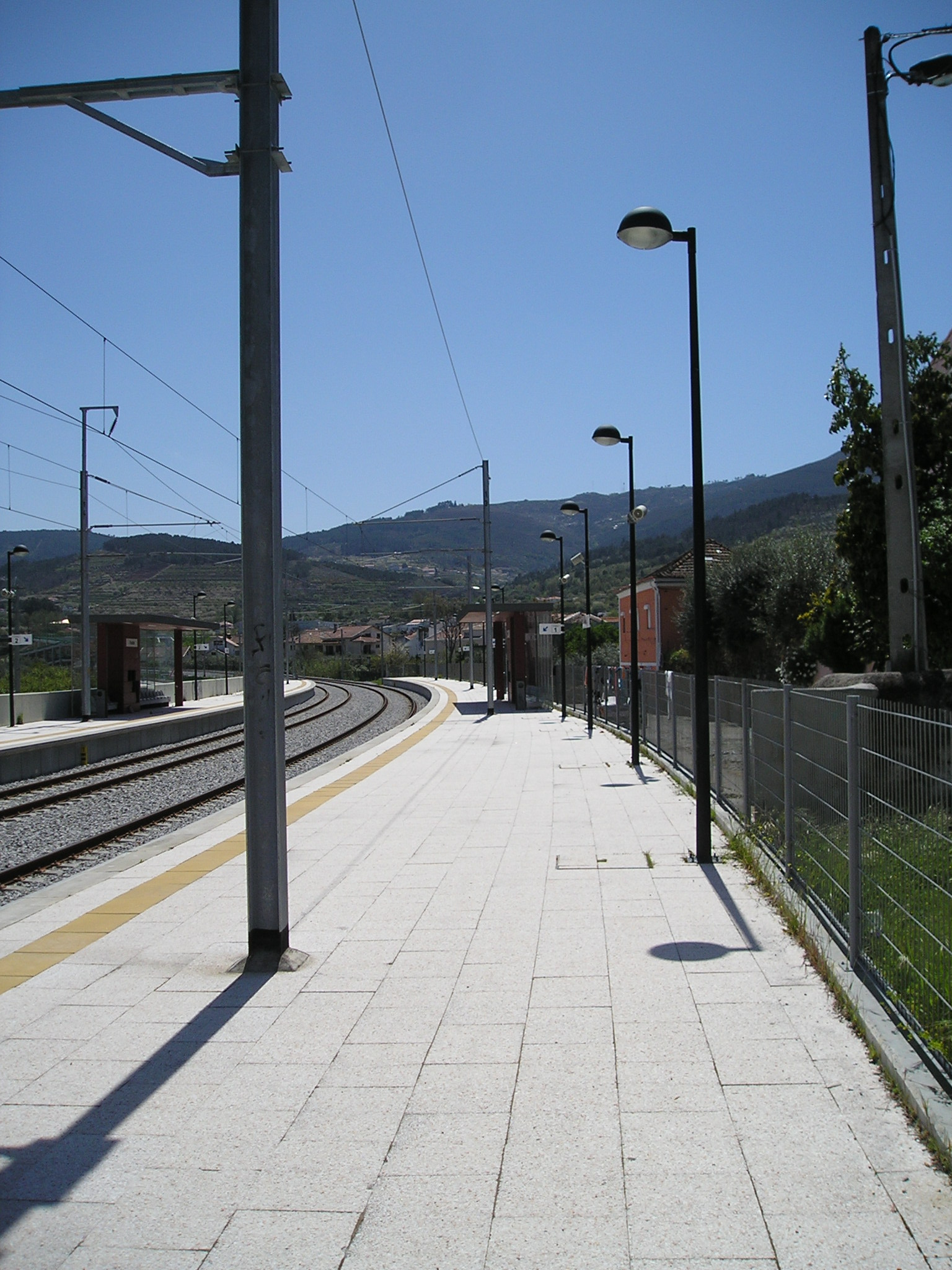
Aspeto das platadormas da Estação de Fundão, em 2018

## Descrição

### Localização e acessos
Esta interface situa-se junto ao Largo da Estação, na localidade do Fundão.

### Infraestrutura
Esta interface apresenta duas vias de circulação (I e II), ambas com 597 m de extensão e cada uma acessível por plataforma de 210 m de comprimento e 685 mm de altura. O edifício de passageiros situa-se do lado poente da via (lado esquerdo do sentido ascendente, para Guarda).

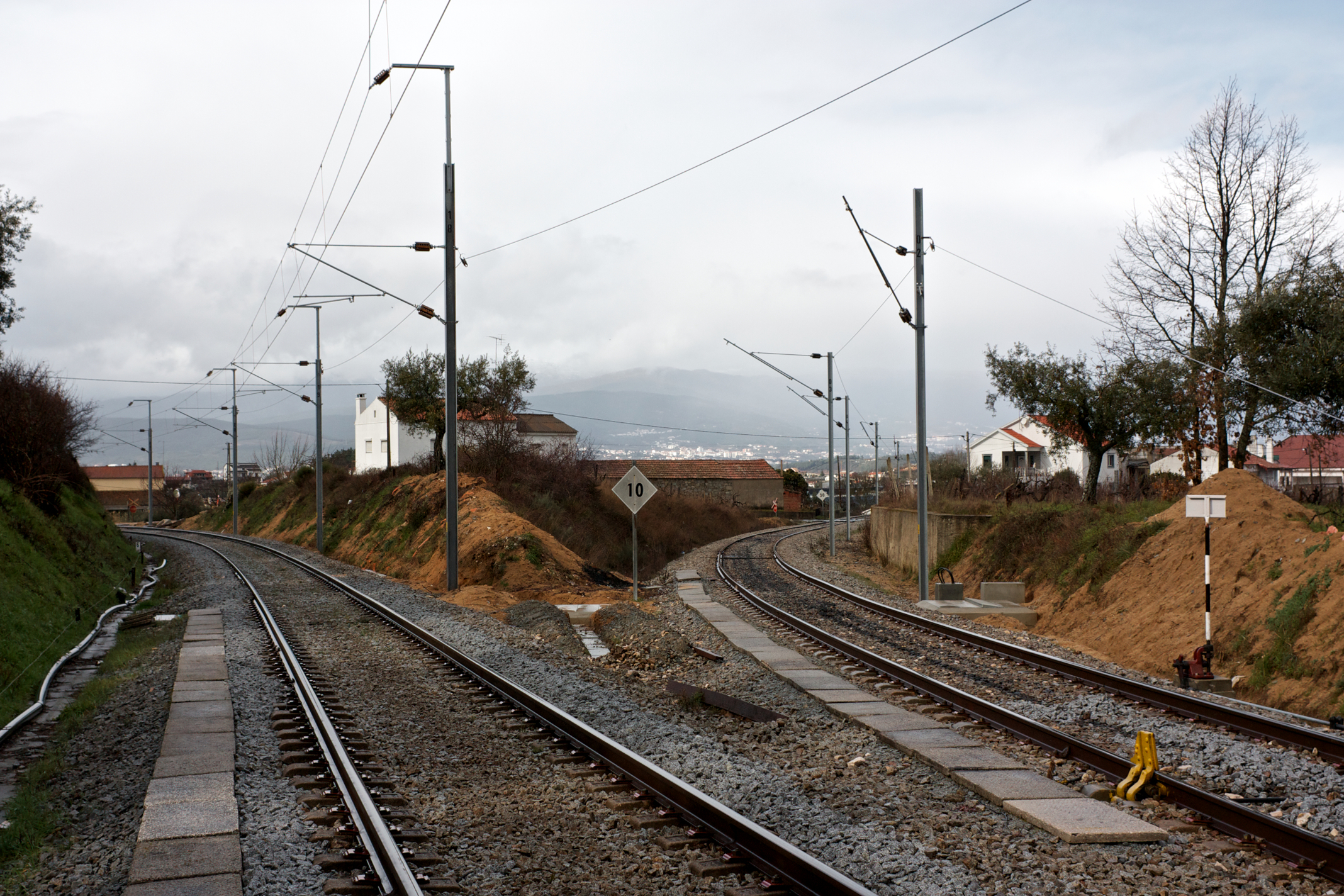
Bifurcação da Linha da Beira Baixa para o Terminal de Mercadorias do Fundão (à d.^{ta}), em 2011, com eletrificação ainda incompleta.

No local desta interface há um limiar de tipologia ferroviária no que respeita ao comprimento máximo dos comboios de mercadorias, que é de 480 m no troço Fundão-Covilhã e 525 m no troço Abrantes-Fundão.
Situa-se junto a esta estação, centrado ao PK 149+51, o Terminal de Mercadorias do Fundão, um terminal ferroviário multiserviço gerido pela I.P.; tem acesso pelo Ramal do Terminal de Mercadorias Fundão, a linha n.º 83 da rede ferroviária portuguesa, com 0,6 km de extensão, em via única, que se insere na rede ao PK 149+512 (dep. 53561) da Linha da Beira Baixa, do lado direito da via no sentido ascendente e orientado no sentido Fundão-Alcains, e que se prolonga até ao seu PK 1+975, bifurcando-se em três vias paralelas com extensão máxima de 1375 m. Tem uma área de 37 885 m² e serve a Zona Industrial do Fundão, situada quatro quilómetros a norte da cidade.

### Serviços
Em dados de 2023, esta interface é servida por comboios de passageiros da C.P. de tipo intercidades, com três circulações diárias em cada sentido entre Lisboa - Santa Apolónia e Guarda, e de tipo regional, com quatro circulações diárias em cada sentido entre Castelo Branco ou Entroncamento ou Lisboa - Santa Apolónia e Guarda ou Covilhã.

## História

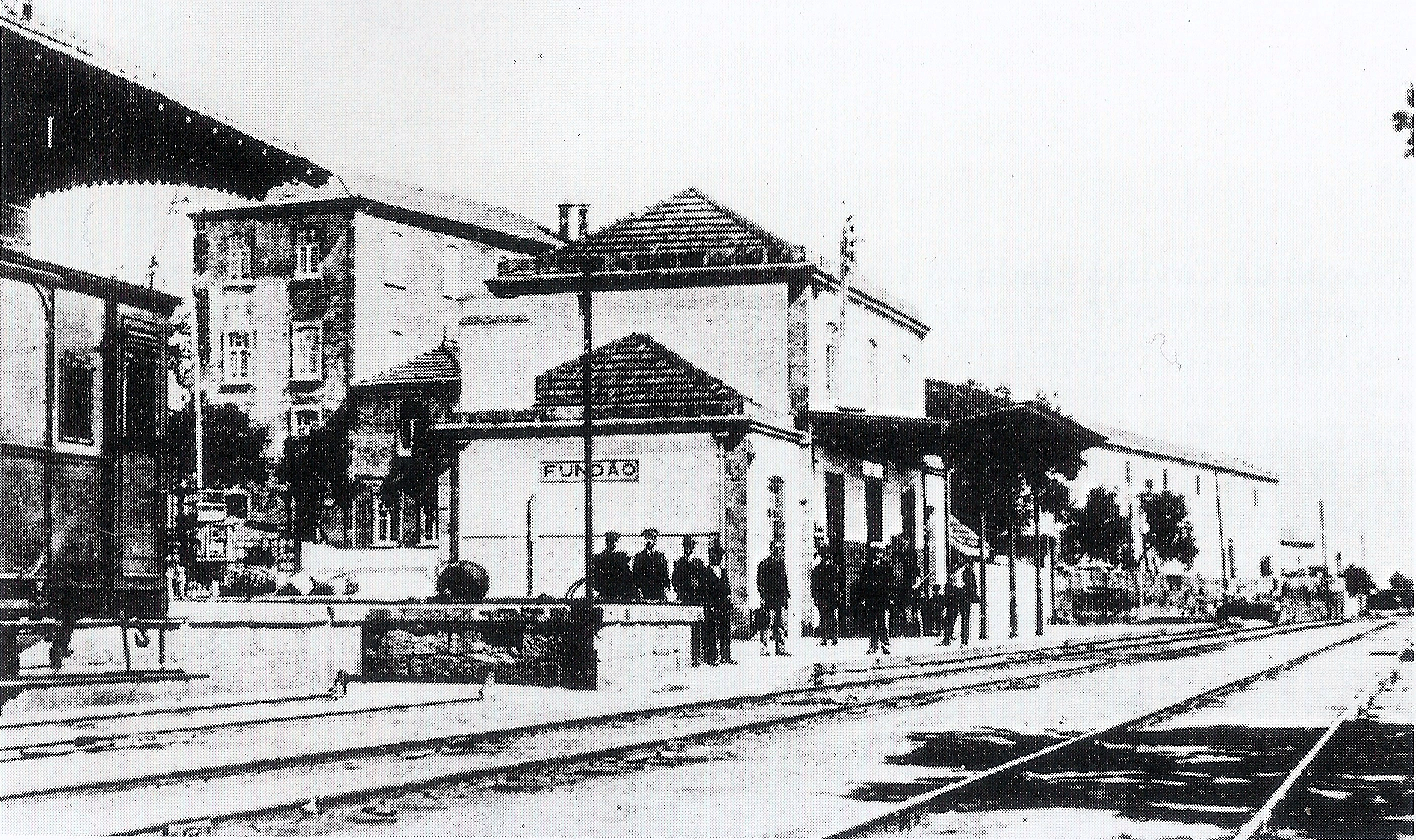
Vista da estação, nos princípios do século XX.

A estação situa-se no troço entre Abrantes e Covilhã da Linha da Beira Baixa, que principiou a ser construído nos finais de 1885, e foi aberto à exploração em 6 de Setembro de 1891, pela Companhia Real dos Caminhos de Ferro Portugueses.
Em 16 de Outubro de 1939, a Gazeta dos Caminhos de Ferro noticiou que iam ser criados bilhetes a preços reduzidos até ao Fundão, devido à feira anual que ali se ia realizar em 20 de Outubro. Em 16 de Abril de 1949, deu-se um acidente na estação, quando o inspector Barbosa, da Companhia dos Caminhos de Ferro Portugueses, caiu para a via férrea quando estava a embarcar numa das carruagens de um comboio em marcha, tendo sido salvo por um subalterno. O maquinista parou o comboio quando foi alertado pelas pessoas na gare, tendo o inspector sofrido apenas ferimentos ligeiros.
Em finais da década de 1970, esta estação estava flanqueada em ambos os extremos  por passagens de nível, entretanto desativadas. Contava com duas “vias-saco” no interior da estação, uma servindo o armazém de mercadorias (a sul do edifício de passageiros) e outra (a norte) constituindo o ramal particular Fundão-Moagem; a norte da estação existia  um ramal de plena via designado Fundão-Sagres — todas estas dependências foram  mais tarde eliminadas, dando lugar às atuais.

Em Janeiro de 2011, a estação mantinha duas vias de circulação, ambas com 293 m de comprimento; as duas plataformas tinham ambas cerca de 134 m de extensão, tendo a primeira 20 cm de altura, e a segunda 45 cm — valores mais tarde ampliados para os atuais.